# Cairo (operációs rendszer)
A Cairo egy projekt kódneve volt a Microsoftnál 1991 és 1996 között. A cél az volt, hogy olyan technológiákat építsenek ki egy új generációs operációs rendszerhez, amelyek megfelelnek Bill Gates víziójának: „az információ kéznél van”. A Cairót soha nem forgalmazták, bár technológiáinak egy része azóta megjelent más termékekben is.

## Áttekintés
A Cairót Jim Allchin jelentette be a Microsoft 1991. évi Professzionális Fejlesztők Konferencián (PDC). Nyilvánosan az 1993. évi Cairo/Win95 PDC-n mutatták be (beleértve az összes résztvevő számára használható demorendszert). A Microsoft többször megváltoztatta a Cairo státusát, hol terméknek, hol technológiagyűjteménynek nevezte.

## Jellemzők
A Cairo az elosztott számítások elvét alkalmazta, hogy az információkat gyorsan és zökkenőmentesen elérhetővé tegye egy világszintű számítógépes hálózatban. 
A Windows 95 felhasználói felülete a Cairo felhasználói felületéhez elvégzett kezdeti tervezési munkán alapult. 
Az objektum alapú fájlrendszert a Windows Vistához akarták felhasználni, de a fejlesztést 2006 júniusában megszakították, a technológiák egy részét pedig más Microsoft-termékekbe olvasztották, például a Microsoft SQL Server 2008-ba, amelyet Katmai kódnéven is ismertek. Később Bill Gates egy interjúban megerősítette, hogy a Microsoft a Windows Media Player, a Windows Photo Gallery, a Microsoft Outlook alkalmazások átalakítását tervezte a WinFS-nek mint virtuális adattárolónak a felhasználásával.